# ルーカス・ロドリゲス・モウラ・ダ・シルヴァ
ルーカス・ロドリゲス・モウラ・ダ・シルヴァ（Lucas Rodrigues Moura da Silva, 1992年8月13日 - ）は、ブラジル・サンパウロ出身のサッカー選手。カンピオナート・ブラジレイロ・セリエA・サンパウロFC所属。ブラジル代表。ポジションはMF。

## 経歴

### サンパウロ
CAジュベントスおよびSCコリンチャンス・パウリスタのユースを経て、2005年にサンパウロFCに入団。2010年にトップチームに昇格すると、25試合出場で4ゴール4アシストを記録した。翌2011年もカンピオナート・ブラジレイロで28試合に出場して8ゴール4アシストの結果を残し、冬の移籍市場ではイタリアのインテルが獲得に乗り出した。2012年になるとヨーロッパのクラブからの注目度はさらに増し、インテルに加えて、チェルシーFCやマンチェスター・ユナイテッドが獲得に関心を示した。

### パリ・サンジェルマン
2012年8月、パリ・サンジェルマンFCへの移籍が決定。2013年1月に正式に加入した。背番号は29番。加入当初から主力として活躍し、クラブのリーグ4連覇に貢献したが、クラブがアンヘル・ディ・マリアやネイマール、キリアン・エムバペといった選手を獲得したことにより序列が徐々に下がり、出場機会が減少した。

### トッテナム・ホットスパー

#### 2017-18シーズン
2018年1月31日、プレミアリーグのトッテナム・ホットスパーFCと2023年までの契約を締結した。

#### 2018-19シーズン
2018年8月12日、フラムFC戦でプレミアリーグ初ゴールを決め、8月27日マンチェスター・ユナイテッドFC戦では2ゴールの活躍でユナイテッド撃破の立役者になる活躍を見せ、自身初となるプレミアリーグ2018年8月の月間最優秀選手に選ばれた。2019年4月13日のハダースフィールド・タウンFC戦でハットトリックを達成。UEFAチャンピオンズリーグでは、2018年12月11日のグループB最終節バルセロナ戦にて71分に投入されると、85分に1-1の引き分けとするゴールを決め、クラブをインテルと僅差での決勝ラウンド進出に導いた。準決勝のアヤックス・アムステルダム戦2ndレグでは、合計スコア0-3で迎えた後半10分にデレ・アリとのカウンターからゴールを決め、4分後にはゴール前の混戦からボールをさらい細かいタッチでDFをかわして得点。さらに1点ビハインドで迎えた試合終了間際の96分、ムサ・シソコからフェルナンド・ジョレンテ、アリとワンタッチで繋がったボールを左足で叩き込みハットトリックを達成し、奇跡的な逆転劇の主役としてトッテナムをクラブ史上初のチャンピオンズリーグ決勝進出へと導いた。

#### 2019-20シーズン
8月10日のプレミアリーグ第1節アストン・ヴィラFC戦に先発出場。0-1とリードされて迎えた後半28分、新加入選手タンギ・エンドンベレのリーグ戦初ゴールをアシストし、3-1の逆転勝利に貢献した。8月17日の第2節マンチェスター・シティFC戦では、1点をリードされて迎えた56分に途中出場し、数十秒後のファーストタッチで同点ゴールを決めた。12月15日の第17節ウルヴァーハンプトン・ワンダラーズFC戦では、前半8分に巧みなドリブルでDFを翻弄し天井に突き刺すゴールで先制点を挙げ、1-2での勝利に貢献した。2月3日の第25節マンチェスター・シティ戦では、冬の新加入選手ステーフェン・ベルフワインのリーグ戦初ゴールをアシストし、2-0での勝利に貢献した。

#### 2020-21シーズン
9月27日、リーグ3節ニューカッスル戦にてシーズン初ゴールを記録した。21年4月16日、リーグ32節エヴァートン戦でプレミアリーグ100試合出場を達成した。

#### 2022-23シーズン
2023年5月18日、今シーズン限りでトッテナムを退団することが発表された。

### サンパウロ復帰
2023年8月2日、古巣のサンパウロFCへの移籍が発表された。

## 代表歴
マノ・メネーゼス監督に招集され、2011年3月27日のスコットランドとの親善試合で代表デビュー。コパ・アメリカ2011でも2試合に出場。同年9月28日のアルゼンチン戦で代表初得点を挙げた。
また、U-23ブラジル代表の一員としてロンドンオリンピックのメンバーにも選ばれ、銀メダルを獲得した。
2024年9月、モウラは2026 FIFAワールドカップ予選のエクアドル戦およびパラグアイ戦に招集された。彼は当初、それが冗談だと思ったと語っている。両試合とも途中出場した。

## 個人成績
| クラブ     | シーズン | リーグ         | リーグ戦 | リーグ戦 | カップ戦 | カップ戦 | リーグ杯 | リーグ杯 | 国際大会 | 国際大会 | その他 | その他 | 合計 | 合計 |
| クラブ     | シーズン | リーグ         | 出場     | 得点     | 出場     | 得点     | 出場     | 得点     | 出場     | 得点     | 出場   | 得点   | 出場 | 得点 |
| ---------- | -------- | -------------- | -------- | -------- | -------- | -------- | -------- | -------- | -------- | -------- | ------ | ------ | ---- | ---- |
| サンパウロ | 2010     | セリエA        | 25       | 4        | 0        | 0        | -        | -        | 0        | 0        | 0      | 0      | 25   | 4    |
| サンパウロ | 2011     | セリエA        | 28       | 9        | 4        | 0        | -        | -        | 3        | 1        | 8      | 3      | 43   | 13   |
| サンパウロ | 2012     | セリエA        | 21       | 6        | 9        | 2        | -        | -        | 9        | 2        | 21     | 6      | 60   | 16   |
| サンパウロ | 通算     | 通算           | 74       | 19       | 13       | 2        | -        | -        | 12       | 3        | 29     | 9      | 128  | 33   |
| PSG        | 2012-13  | リーグ・アン   | 10       | 0        | 1        | 0        | 0        | 0        | 4        | 0        | 0      | 0      | 15   | 0    |
| PSG        | 2013-14  | リーグ・アン   | 36       | 5        | 2        | 0        | 4        | 0        | 10       | 0        | 1      | 0      | 53   | 5    |
| PSG        | 2014-15  | リーグ・アン   | 29       | 7        | 4        | 1        | 4        | 0        | 8        | 0        | 1      | 0      | 46   | 8    |
| PSG        | 2015-16  | リーグ・アン   | 36       | 9        | 6        | 1        | 4        | 1        | 9        | 2        | 1      | 0      | 56   | 13   |
| PSG        | 2016-17  | リーグ・アン   | 37       | 12       | 5        | 3        | 3        | 2        | 7        | 1        | 1      | 1      | 53   | 19   |
| PSG        | 2017-18  | リーグ・アン   | 5        | 1        | 0        | 0        | 1        | 0        | 0        | 0        | 0      | 0      | 6    | 1    |
| PSG        | 通算     | 通算           | 153      | 34       | 18       | 5        | 16       | 3        | 38       | 3        | 4      | 1      | 229  | 46   |
| トッテナム | 2017-18  | プレミアリーグ | 6        | 0        | 4        | 1        | -        | -        | 1        | 0        | 0      | 0      | 11   | 1    |
| トッテナム | 2018-19  | プレミアリーグ | 32       | 10       | 2        | 0        | 3        | 0        | 12       | 5        | 0      | 0      | 49   | 15   |
| トッテナム | 2019-20  | プレミアリーグ | 35       | 4        | 5        | 2        | 1        | 0        | 6        | 1        | 0      | 0      | 47   | 7    |
| トッテナム | 2020-21  | プレミアリーグ | 30       | 3        | 3        | 1        | 4        | 0        | 13       | 5        | 0      | 0      | 50   | 9    |
| トッテナム | 2021-22  | プレミアリーグ | 34       | 2        | 2        | 1        | 4        | 2        | 5        | 1        | 0      | 0      | 45   | 6    |
| トッテナム | 2022-23  | プレミアリーグ | 15       | 1        | 1        | 0        | 0        | 0        | 3        | 0        | 0      | 0      | 19   | 1    |
| トッテナム | 通算     | 通算           | 152      | 20       | 17       | 5        | 12       | 2        | 40       | 12       | 0      | 0      | 221  | 39   |
| サンパウロ | 2023     | セリエA        | 14       | 1        | 3        | 1        | -        | -        | 2        | 1        | 0      | 0      | 19   | 3    |
| サンパウロ | 2024     | セリエA        | 28       | 10       | 5        | 1        | -        | -        | 7        | 1        | 7      | 2      | 47   | 14   |
| サンパウロ | 2025     | セリエA        |          |          |          |          |          |          |          |          |        |        |      |      |
| サンパウロ | 通算     | 通算           | 42       | 11       | 8        | 1        | -        | -        | 9        | 2        | 7      | 2      | 66   | 17   |
| 総通算     | 総通算   | 総通算         | 421      | 84       | 56       | 13       | 28       | 5        | 99       | 20       | 40     | 12     | 644  | 135  |

### 代表
出典
| ブラジル代表 | 国際Aマッチ | 国際Aマッチ |
| 年           | 出場        | 得点        |
| ------------ | ----------- | ----------- |
| 2011         | 10          | 1           |
| 2012         | 12          | 2           |
| 2013         | 9           | 1           |
| 2015         | 2           | 0           |
| 2016         | 1           | 0           |
| 2018         | 1           | 0           |
| 2024         | 0           |             |
| 合計         | 37          | 4           |

### 代表での得点
| #  | 日時           | 場所             | 相手           | スコア | 結果 | 大会     |
| -- | -------------- | ---------------- | -------------- | ------ | ---- | -------- |
| 1. | 2011年9月28日  | ベレン           | アルゼンチン   | 1–0    | 2–0  | 親善試合 |
| 2. | 2012年9月10日  | レシフェ         | 中華人民共和国 | 3–0    | 8–0  | 親善試合 |
| 3. | 2012年10月11日 | マルメ           | イラク         | 6–0    | 6–0  | 親善試合 |
| 4. | 2013年6月9日   | ポルト・アレグレ | フランス       | 3–0    | 3–0  | 親善試合 |

## タイトル

### クラブ
サンパウロFC
- コパ・サンパウロ・デ・ジュニオール 2010

パリ・サンジェルマンFC
- リーグ・アン 2012-13, 2013-14, 2014-15, 2015-16
- クープ・ドゥ・ラ・リーグ 2013-14, 2014-15, 2015-16, 2016-17
- クープ・ドゥ・フランス 2014-15, 2015-16, 2016-17
- トロフェ・デ・シャンピオン 2013, 2014, 2015, 2016, 2017

### 代表
- FIFAコンフェデレーションズカップ : 2013

### 個人
- プレミオ・クラッキ・ド・ブラジレイロン : 2012
- ボーラ・ジ・プラッタ : 2012
- プレミアリーグ月間最優秀選手 : 2018年8月